# Piet Paaltjens
François Haverschmidt (født 14. februar 1835 i Leeuwarden, død 19. januar 1894 i Schiedam) var en hollandsk forfatter kendt under pseudonymet Piet Paaltjens.
Haverschmidt blev 1864 reformeret prædikant i Schiedam. Hans studentdigte, Snikken en grimlachjes, poëzie uit den studententijd van Piet Paaltjens (1867; 8. oplag 1904) var på sin tid meget populære. Hans biografi blev skrevet af Jan ten Brink og offentliggjort i "Elsevier’s geilustreerd maandschrift" (1894).